# Occupation bulgare de la Serbie

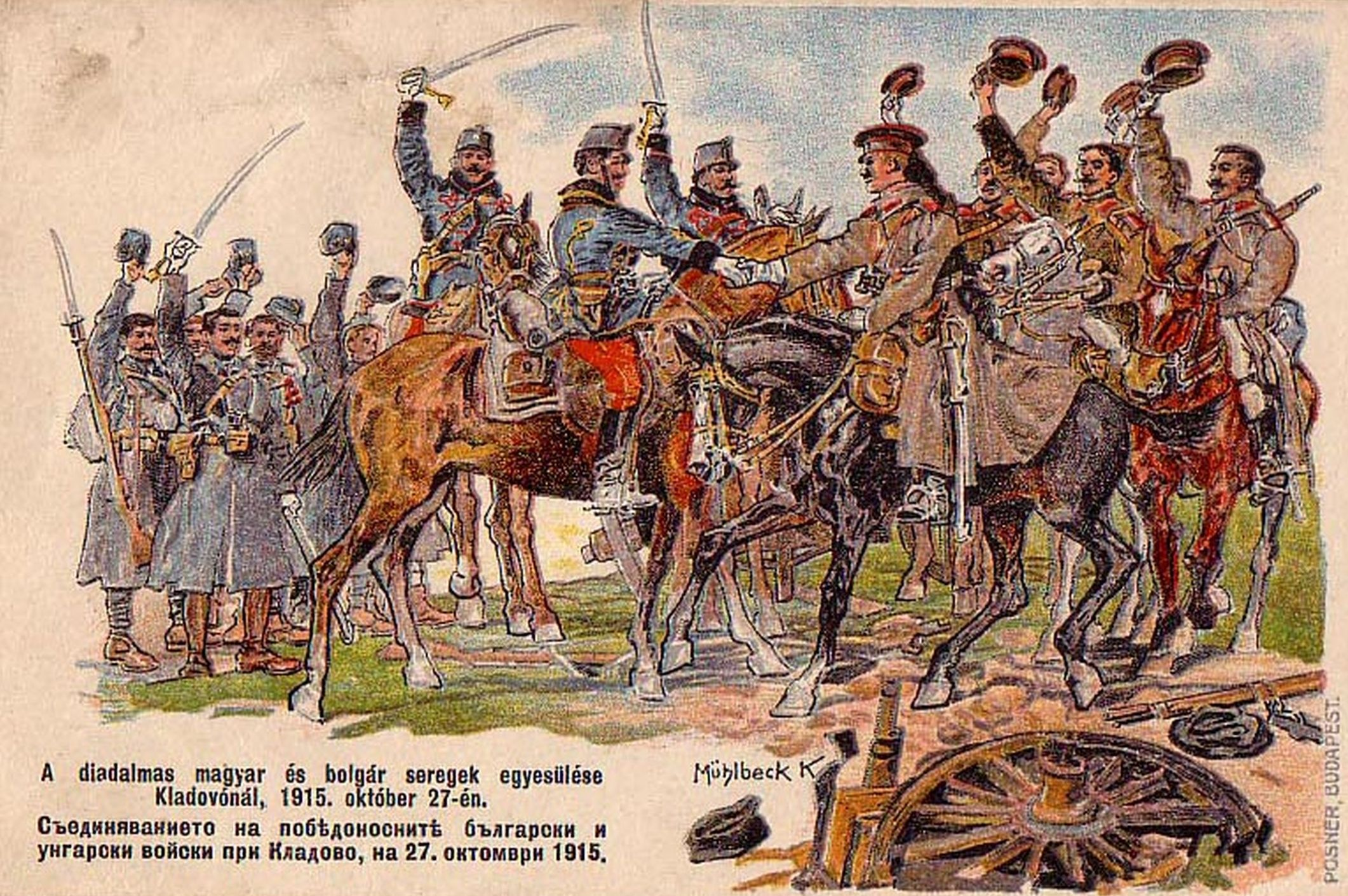
Jonction entre les forces austro-hongroises et bulgares à Kladovo en Serbie, le 27 octobre 1915 guerre mondiale, image de propagande austro-hongroise et bulgare.

Pendant la Première Guerre mondiale, le royaume de Serbie est envahi en octobre 1915 par les puissances centrales. Une fois la conquête achevée en novembre, le territoire serbe est partagé entre l'Autriche-Hongrie et la Bulgarie, chacun des deux alliés poursuivant ses objectifs propres en Serbie, tandis que le Reich, principal soutien de la Triple alliance, espère contrôler les ressources naturelles du pays dans le cadre de ses projets de constitution d'un vaste espace économique centreuropéen. Dans ce cadre, la partition de la Serbie en deux zones d'occupation est pensée comme provisoire par les puissances centrales.
Comme l'occupation austro-hongroise de la Serbie, l'occupation bulgare a été brutale et meurtrière.

## Contexte

### La Macédoine, au centre des convoitises serbes et bulgares
Depuis 1878, les dirigeants bulgares aspirent à la reconstitution de la Grande Bulgarie regroupant toutes les populations de langue bulgare.
Tenu en échec en 1913, lors de la deuxième guerre balkanique, le royaume a dû, par le protocole de Florence de décembre 1913, se contenter de la Macédoine du Pirin soit le quart de ses revendications macédoniennes, tandis que la territoire de l'actuelle Macédoine du Nord est dévolu à la Serbie et la Macédoine du Sud à la Grèce. Pour empêcher le Monténégro de s'agrandir et la Serbie d'obtenir un accès à la mer Adriatique en Albanie, la diplomatie austro-hongroise s'active et y envoie son agent Ferenc Nopcsa afin de garantir l'indépendance de l'Albanie.[réf. souhaitée]
En 1915, pour inciter Sofia à les rejoindre, les Alliés promettent aux Bulgares l'annexion de la Macédoine serbe,. Au cours de l'été 1915, le gouvernement serbe, hostile à ces échanges de territoires, bloque les négociations entre les Alliés et la Bulgarie, tandis que le gouvernement bulgare se rapproche, puis s'allie aux puissances centrales par la convention du 6 septembre 1915. Ces revirements sont en lien avec le contrôle des voies stratégiques de la péninsule, dont le croisement se situe en Macédoine.

### Invasion bulgare
L'alliance entre la Bulgarie et les puissances centrales conclue, l'armée bulgare se lance à l'attaque du territoire serbe à partir du 11 octobre 1915, alors que les troupes de couverture serbes, positionnées le long de la frontière bulgare, ont été affaiblies par les ponctions rendues nécessaires par les succès austro-allemands.
Le plan mis au point par les puissances centrales vise une attaque sur trois fronts, la Bulgarie n'intervenant qu'après la rupture du front austro-serbe, le 14 octobre 1915,. À l'issue d'une rapide offensive, les unités bulgares occupent le centre du pays, effectuant leur jonction avec les unités austro-allemandes durant les derniers jours du mois d'octobre 1915.

### Partage des dépouilles

Le partage du royaume de Serbie, fin 1915.

La Serbie occupée en juillet 1916.

Le Reich ne manifestant aucun intérêt pour une occupation par des unités allemandes des territoires conquis, ceux-ci sont partagés entre les Austro-Hongrois et les Bulgares. 
Conformément aux accords du 6 septembre 1915, la Morava marque la frontière entre les zones d'occupation bulgare et austro-hongroise : à l'Autriche-Hongrie sont dévolus les territoires de la rive gauche, occidentale (Ouest) de la rivière, à la Bulgarie les territoires de la rive droite, orientale.
Le nord, le centre et l'ouest du pays sont placés sous administration austro-hongroise, la Macédoine serbe, la région du Pomoravlje et de Niš (que les Bulgares revendiquaient depuis le soulèvement de Niš en 1841) étant de fait annexés par la Bulgarie.

## Politique bulgare en Serbie
À l'image de la politique austro-hongroise dans les régions contrôlées par la double monarchie, les Bulgares mettent en place une stricte politique d'occupation, permise par les directives imposées par le président du conseil, Vassil Radoslavov, ce dernier souhaitant qu'« il n'y ait plus de Serbes en Serbie ».

### Régime d'occupation sévère
Les territoires serbes promis à la Bulgarie une fois occupés, l'administration militaire bulgare divise les anciens territoires serbes en deux circonscriptions, la Pomoravlje et la Macédoine.

### Politique d'épuration ethnique
Souhaitant intégrer ces territoires serbes au royaume de Sofia, les troupes d'occupation mettent en place une politique de bulgarisation systématique. Les unités bulgares occupant les territoires serbes s'illustrent par leur brutalité, expulsant de façon systématique les populations non bulgares des régions qu'elles occupent, internant les populations et incendiant les villages supposés rebelles. En revanche, les habitants locuteurs des dialectes macédonien et torlakien, considérés comme ethniquement Bulgares, sont incités à participer à l'administration du territoire. 
Le viol constitue une arme de guerre, : les femmes sont systématiquement violées par les soldats réguliers ou les paramilitaires bulgares ; les mariages mixtes entre femmes serbes et hommes bulgares sont fortement encouragés, les enfants issus de ces unions forcées devant être élevés dans la culture bulgare. 
Les élites serbes sont visées : les enseignants, le clergé, les fonctionnaires et les intellectuels sont rapidement exécutés, les soldats obéissant à de strictes consignes de traiter indifféremment civils et militaires. Entre 2 000 et 3 000 Serbes sont ainsi massacrés à Surdulica.
À ces exactions s'ajoutent le bombardement régulier des territoires serbes libérés à partir de la fin de l'année 1916 par l'artillerie et l'aviation bulgares, déployées sur le front des Balkans. Cette politique de destruction physique de la population se double d'une interdiction de la culture serbe ; ainsi, les Bulgares pillent systématiquement les monastères, tandis que villes et villages sont débaptisés de leur nom serbe pour se voir imposer un nom bulgare.

### Contrôle économique et démographie
Ayant conquis la Serbie, les responsables des bulgares ne se contentent pas d'une simple tutelle politique. Pour contrôler étroitement l'économie et le territoire serbe, les occupants remettent en état les lignes de chemin de fer, sabotées par les Serbes dans leur retraite, reliant directement la Bulgarie à l'Autriche-Hongrie et à l'Empire ottoman. 
La population serbe civile fortement affaiblie par les violences, les pillages systématiques, les épidémies, l'exode de l'armée serbe et d'une partie de la population civile vers Corfou, entraîne la mort de 360 000 personnes. Faute d'hommes, c'est le travail des femmes qui permet d'assurer la production agricole, de nourrir le pays et d'approvisionner l'armée bulgare.

### Résistance et répression
Ces velléités de contrôle se heurtent à une forte résistance, militaire et culturelle, de la part des populations serbes. L'été 1916, des mouvements de résistance se mettent place Pomoravlje ; en 1917, en dépit du scepticisme des agents de liaison du gouvernement serbe en exil, une insurrection massive est déclenchée par les partisans serbes le 28 février. Les insurgés parviennent à libérer un vaste territoire jusqu'à quelques kilomètres de Niš ; cependant, dès le 8 mars, les Austro-Bulgares se ressaisissent, repassent à l'attaque avec de vastes moyens en hommes et en artillerie, et la répression entraîne la mort de 30 000 civils habitant la région.
Enfin, à partir de 1917, les Bulgares mettent en place des unités de contre-guérilla particulièrement efficaces, parvenant à décapiter, à la fin de l'année, les mouvements de résistance serbes. En dépit de cet échec, les foyers d'insurrection serbes restent vivaces, et les populations locales, opposées à la politique d'assimilation forcée pratiquée par les militaires bulgares, soutiennent les partisans serbes.

### Rivalités austro-hungaro-bulgares
La dévolution du territoire serbe avait déjà révélé une sourde rivalité entre la Bulgarie et l'Autriche-Hongrie, mais celle-ci apparait surtout en 1917 lorsque l'affaiblissement de la Bulgarie sur le front des Balkans, face aux succès des Alliés attaquant par le Sud, incite le gouvernement de Sofia à rechercher les conditions d'un armistice avec le général français Sarrail : dès lors, l'Autriche-Hongrie envisage de se substituer aux Bulgares sur la totalité du territoire serbe occupé.

## Libération du territoire serbe occupé par la Bulgarie

### Opérations militaires
À la fin de 1916, des unités serbes parviennent à libérer la ville de Monastir, mais les Bulgares, tenant les hauteurs surplombant la cité, la bombardent quotidiennement. Jusqu'à l'automne 1918, les opérations sont limitées à une guerre de positions en Macédoine, mais le 14 septembre 1918, les Alliés déclenchent une vaste offensive de rupture sur l'ensemble du front, fonçant rapidement vers la ville de Gradsko, centre logistique des puissances centrales au centre de la Macédoine serbe.

### Évacuation
L'armistice de Thessalonique le 29 septembre 1918 signé entre la Bulgarie et les Alliés, se traduit par le retrait des armées bulgares de tous les territoires serbes qu'elles occupaient : dès lors, l'armée austro-hongroise, incapable de s'opposer à l'offensive alliée, n'a plus d'autre choix que de se retirer à son tour de Serbie pour défendre son propre territoire.